# Коломенский кремль
Коло́менский кремль — одна из самых больших и мощных крепостей своего времени, которая строилась в 1525—1531 годах в Коломне, во времена правления Василия III. Московское княжество к тому времени уже присоединило Новгородскую республику и Псков и стремилось укрепить южные границы в борьбе с татарами — Казанским и Крымским ханствами. Помимо этого, разгром Коломны крымским ханом Мехмедом I Гиреем в 1521 году, ускорил замену деревянных городских укреплений каменными, задуманную ещё после пожара 1483 года, опустошившего город.
Устояв в битвах, кремль не выдержал атак времени и мирных жителей, разобравших на строительный материал значительную часть стен и башен в XVIII — начале XIX века. Известно, что только указ Николая I в 1826 году прекратил подобное в Коломне и других городах, но многие памятники уже были утрачены, порой полностью. Коломне повезло чуть больше, потому что частично крепость сохранилась, реставрирована и доступна.
Является победителем народного голосования проекта-конкурса «Россия 10», организованного телеканалом «Россия 1» и Русским географическим обществом.

## Военная слава Кремля
Коломенский кремль неоднократно подвергался разрушению во время набегов татар на Русь. Практически ни один поход ханов Золотой Орды не обходился без захвата Коломны.
В XVI веке, после того как были возведены каменные стены, врагам ни разу не удавалось взять приступом Коломенский кремль. Да и во времена Смуты польские интервенты и отряды «тушинского вора» проникали в Коломну не в результате штурма крепости, а вследствие нерешительности и предательских настроений временщиков, окончательно запутавшихся в смене царских особ.

## Эпоха деревянного кремля
О детинце Коломны, имевшемся во время рязанского периода истории города, практически ничего не известно. По косвенным данным, его площадь могла составлять 3—5 га. В 1301 году Коломна была присоединена к Московскому княжеству и быстро стала вторым по важности его центром. Не позже 1307 года был заложен новый деревянный кремль площадью 20—22 га, что даже немного больше площадей Московского кремля Ивана Калиты и Тверского кремля (по 19 га). Возведённый на тупоугольном мысу у впадения реки Коломенки в Москву с использованием естественных оврагов, он имел овальную форму. Стены в этот период предположительно представляли собой простой тын с боевым ходом, поставленный поверх вала. Около 1330 года было проведено углубление рва с подсыпкой вала; с тыльной стороны вал теперь поддерживала подпорная стена со впущенными в толщу вала анкерными брёвнами. Обнаружены следы и ещё нескольких реконструкций XIV—XV вв., которые показывают, что московские князья пристально следили за обороноспособностью коломенской крепости. Стены её тогда состояли из бревенчатых срубов, заполненных глиной.

### Батыев погром
В декабре 1237 года, разгромив в «Диком поле» основные силы рязанских князей, войска хана Бату (Батыя) в течение двух недель захватили самые значительные города Рязанского княжества, а после пятидневной осады — и саму Рязань. Город был разорён и полностью разрушен; в середине XIV века центр княжества перенесли на 50 километров к северо-западу в г. Переяславль-Рязанский. Остатки рязанских войск отошли к Коломне, находившейся в то время на границе Рязанского княжества с Владимиро-Суздальской Русью, и приготовились к последней битве против монголов с помощью Юрия Всеволодовича, великого князя владимирского.
В январе 1238 года войска монголов у Коломны встретились не только с остатками рязанских войск, но и с дружиной Великого князя Юрия Всеволодовича, усиленной ополчением Владимиро-Суздальской Руси. В ходе битвы русской тяжёлой коннице удалось совершить частный прорыв и даже убить Кулькана, младшего сына Чингисхана, но это не привело к общей победе. Также в сражении погибли владимирский воевода Еремей Глебович и рязанский князь Роман. Так Батый 1 января 1238 года вслед за Рязанью захватил Коломну. Деревянные стены здешнего кремля не стали серьёзной защитой от татар, город был разграблен и сожжён дотла.
Затем Батый двинулся к Москве и взял её после пятидневного штурма (15-20 января). В конце января монголы двинулись к Владимиру.

### Дюденева рать

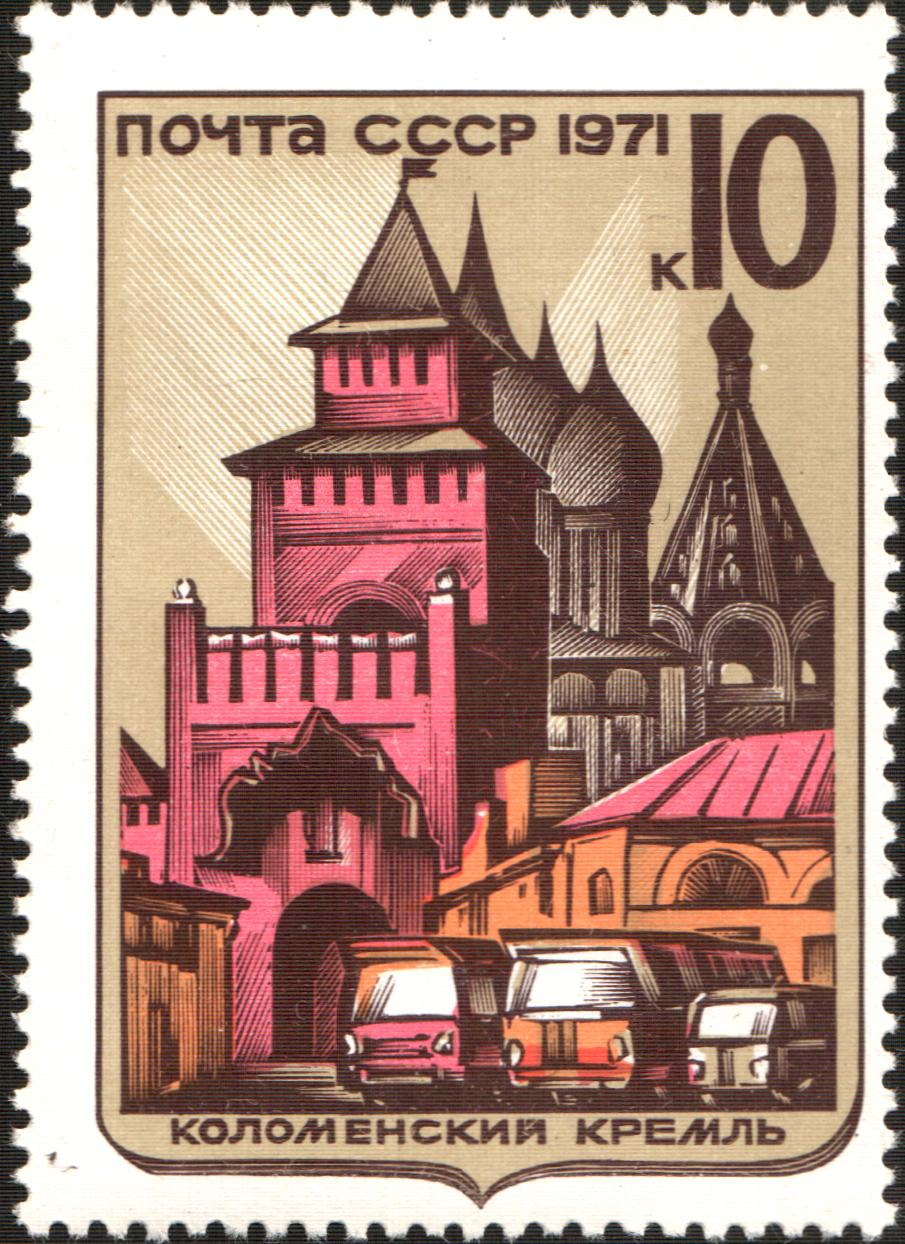
Коломенский кремль на почтовой марке СССР

Настроенный миролюбиво по отношению к Руси хан Менгу-Тимур умер в 1280 году, что стало причиной обострения борьбы за власть между Тудан-Менгу и Ногаем. Разделение властей в Золотой Орде привело к образованию двух соперничающих групп среди русских князей. Великий князь Андрей Городецкий в сопровождении нескольких ростовских князей и ростовского епископа отправился к Тохте, сыну Менгу-Тимура, для возобновления ярлыка и изложил ему свои жалобы на креатуру Ногая — правящего великого князя Дмитрия Переславского. Последний отказался появиться при дворе Тохты, считая себя вассалом Ногая. Князь Михаил Тверской (сын великого князя Ярослава III и внук великого князя Ярослава II) также принял сторону Ногая и направился для подтверждения своего права на трон к нему, а не к Тохте. И князь Даниил Московский (самый младший сын Александра Невского) отказался появиться при дворе Тохты.
Тохта отказался мириться с подобным положением и предпринял энергичную попытку утвердить своё господство над всей Северной Русью. Он не только признал Андрея Городецкого великим князем владимирским, но и уполномочил его и великого князя Фёдора Смоленского свергнуть Дмитрия Переславского. Как того и следовало ожидать, князь Дмитрий не намеревался уступать стола и пренебрёг приказами Тохты. Тогда хан послал в поддержку своим русским вассалам армию под командованием своего брата Тудана, которого русские летописи называют Дюденем.
В 1293 году град Коломну захватил военачальник Тудан, названный русскими летописцем Дюденем. Помимо Коломны, были сожжены и разрушены 14 городов центра Руси.

### ХанТохтамыш

Памятник Дмитрию Донскому перед Маринкиной башней кремля

Противоборство хана Тохтамыша с его регентом Мамаем приводит к Куликовской битве, в которой Тохтамыш использует как союзника князя Дмитрия Ивановича (впоследствии Донского), а Мамай — генуэзскую пехоту. Сбор войск Дмитрия Донского проходит в Коломне, и 26 августа 1380 года 150-тысячная армия Дмитрия Донского с благословения Сергия Радонежского отправляется навстречу Мамаю.
После Куликовской битвы Тохтамыш, при помощи Тимура, овладел престолом Золотой Орды. Желая разогнать страх, напавший на татар после этой битвы, Тохтамыш велел пограбить русских гостей и захватить их суда, а сам в 1382 с большим войском пошёл к Москве. Нижегородский князь Дмитрий Константинович, узнав о походе Тохтамыша и желая спасти свою землю от разорения, послал к нему своих сыновей Василия и Семёна. Олег Рязанский, руководствуясь теми же мотивами, указал ему броды на Оке. Дмитрия Донского татары застали врасплох. Он покинул Москву и уехал сначала в Переяславль, а затем в Кострому, собирать войска.
По дороге на Москву Тохтамыш взял и сжёг Серпухов и подошёл 23 августа 1382 года к столице. Татары ворвались в Москву и подвергли её разгрому. Затем Тохтамыш распустил свои отряды по московским владениям: к Звенигороду, Волоку, Можайску, Юрьеву, Дмитрову и Переяславлю. Но взять удалось только последний. Отряд, подошедший к Волоку, был разбит находившимся там Владимиром Андреевичем Серпуховским. После этого Тохтамыш покинул Москву и отправился восвояси, взяв по дороге Коломну. 

### ТемникЕдигей
Едигей принадлежал к древней монгольской семье рода Белых мангкытов (Ак-Мангкыт). Мангкыты составляли ядро Ногайской Орды. Их поддержка серьёзно помогла Едигею при захвате власти в Золотой Орде.

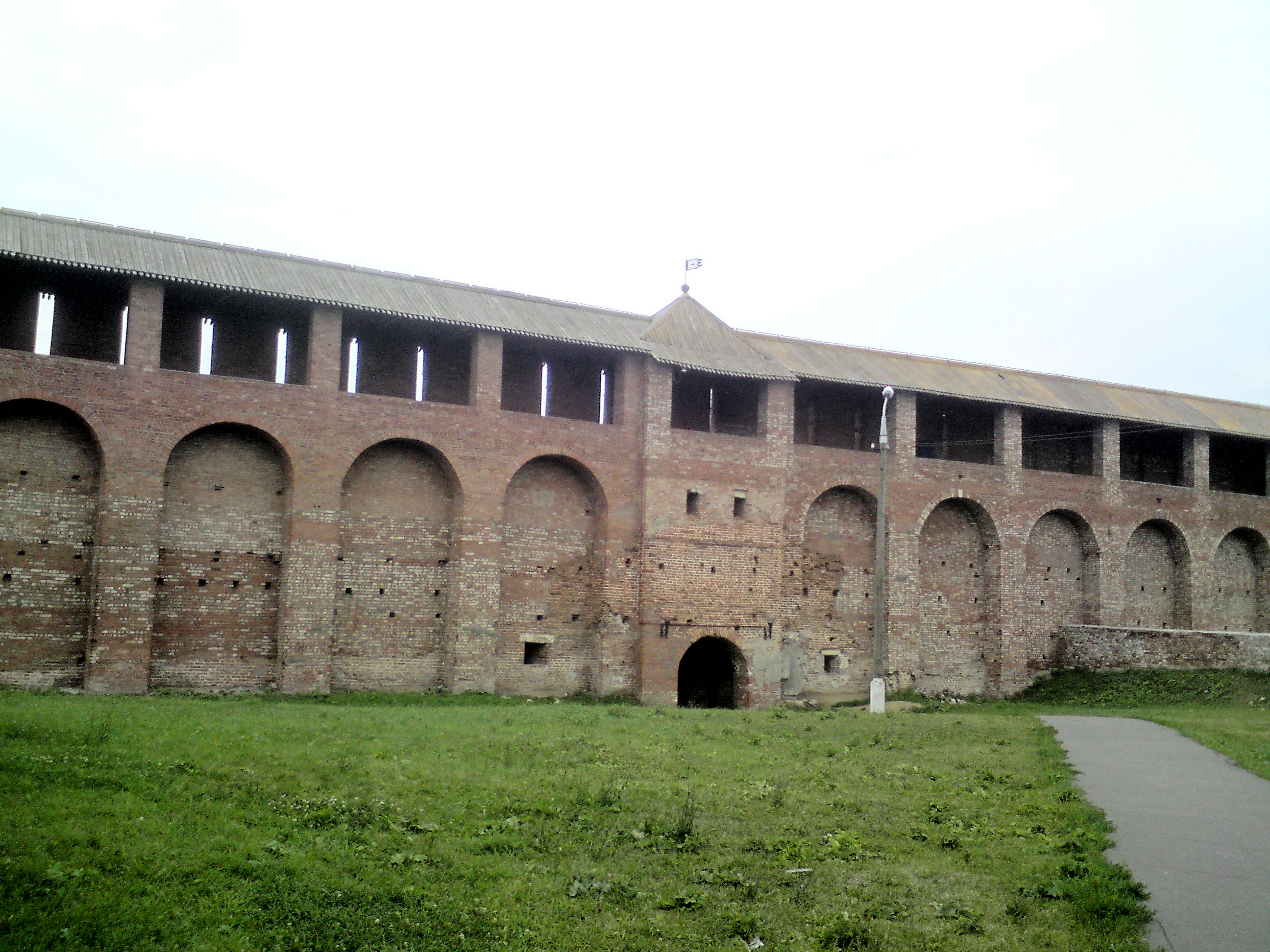
Фрагмент стены Коломенского кремля

После реорганизации своего государства Едигей почувствовал себя достаточно сильным, чтобы заняться русскими проблемами. По сути, Северо-Восточная Русь стала практически независимой с момента окончательного поражения, нанесённого Тохтамышу Тимуром. Только в 1400 году великий князь Иван Тверской (сын Михаила II) счёл нужным направить Едигею своего посла. Два года спустя князь Фёдор Рязанский (сын Олега) поехал в Орду и получил ярлык на рязанский стол (освободившийся после смерти Олега). Однако сразу после своего возвращения из Орды Фёдор заключил соглашение с великим князем Василием Московским, по которому он обязался не оказывать никакой помощи монголам и предупреждать Василия о любых угрожающих шагах Едигея. Что же касается великого князя Василия, то под разными предлогами он прекратил посылать дань в Орду и не обращал никакого внимания на сетования по этому поводу ханских послов. Подобного отношения Едигей не мог выносить слишком долго.
Едигей заменил великого князя рязанского Фёдора, которому не доверял, князем Иваном Пронским, и летом 1408 года Иван с помощью татарской армии занял Рязань. Орда Едигея подошла к стенам Москвы 1 декабря. Первая попытка татар штурмом взять город успеха не имела. Тогда Едигей устроил свою ставку в нескольких верстах от Москвы и позволил войскам грабить окрестности. Тем временем он направил послов в Тверь с приказом великому князю Ивану доставить к Москве его артиллерию. Иван пообещал и сделал вид, что выступил на Москву, но скоро возвратился в Тверь. Вероятно, он не хотел испытывать судьбу и боялся мести со стороны великого князя московского. Едигей, без артиллерии, оставил надежду взять город штурмом и решил сделать это при помощи осады. Осада безуспешно продолжалась несколько недель и, в конце концов, Едигей предложил снять её за 3 000 рублей отступного. Получив указанную сумму, он повёл войска обратно в степи.
В 1408 году напал на Коломну отступавший после неудачной попытки захватить Москву хан Едигей. И снова горели деревянные стены Коломенского кремля.

### Казанский ханУлу-Мухаммед
В следующий раз Коломенский кремль был захвачен и сожжён Улу-Мухаммедом. В июле 1439 года казанский хан Улу-Мухаммед после неудавшейся попытки завладеть Москвой «идучи назад» сжёг Коломну и множество людей пленил.

### Конец монголо-татарского ига
Последний золотоордынский хан Ахмат летом 1472 года пошёл на Русь, чтобы восстановить в прежней силе татарское иго. Когда об этом узнал великий князь Иван III, он спешно выехал в Коломну. Ему вовремя удалось укрепить берег Оки. Ахмет, увидев многочисленные полки, отступил. Но через восемь лет он опять пошёл на Русь. И снова Иван III собрал большое войско на Оке и сам безвыездно находился в Коломне при войсках с 23 июля по 30 сентября 1480 года, то есть более двух месяцев. Но Ахмет побоялся вступить в бой с войсками Ивана III. Это было концом татарского ига на Руси.

### ВойскоМехмеда I Гирея
В 1521 году под Коломной произошёл прорыв войска крымского хана Мехмеда I Гирея во время похода на Москву. Разрушение деревянных укреплений послужило толчком к строительству прочных каменных стен Коломенского кремля.

## Каменный кремль

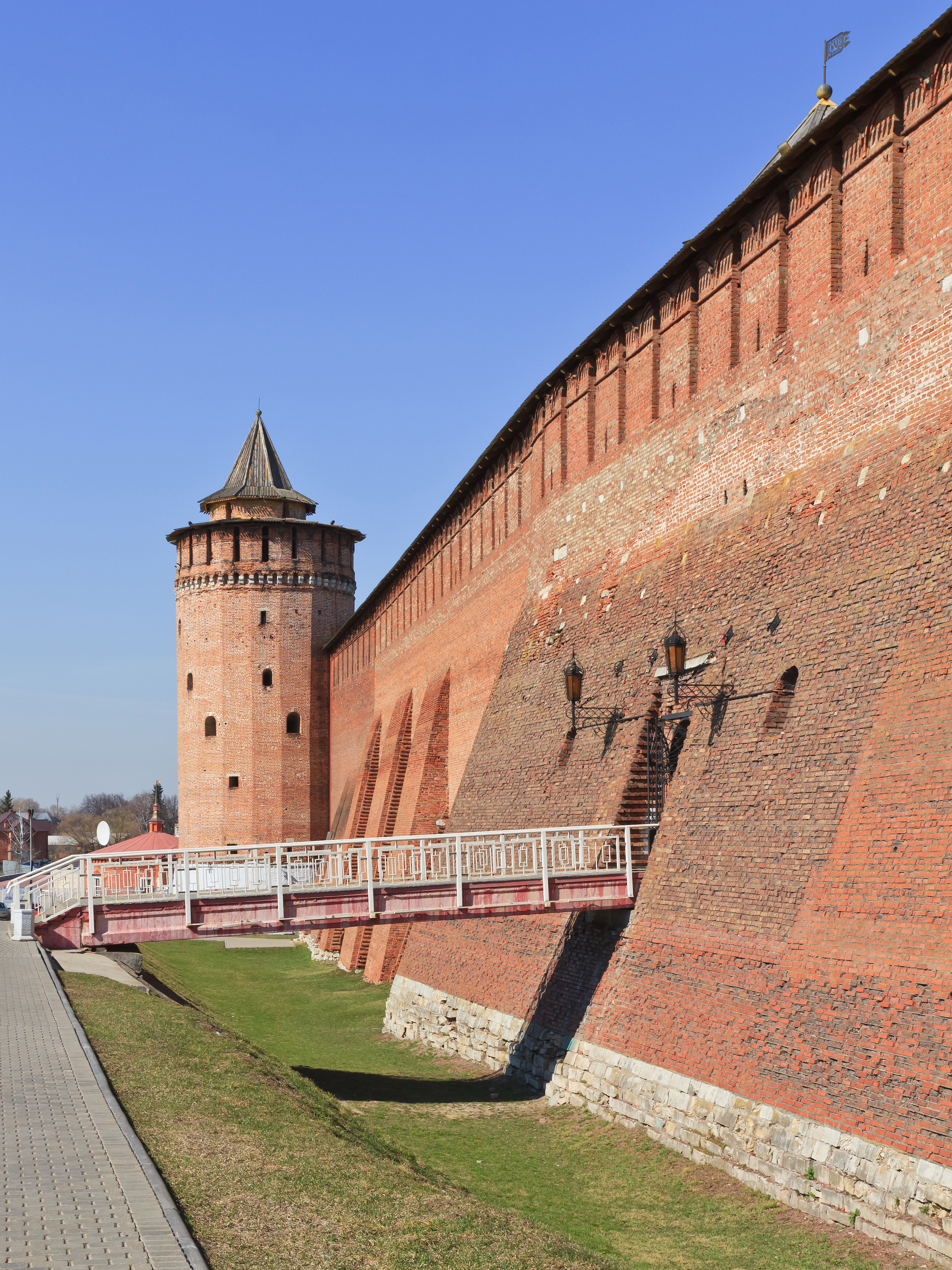
Маринкина башня и Михайловские ворота кремля

Каменный кремль в Коломне построен в 1525—1531 годах по указу великого князя Василия III на месте разрушенного во время нашествия татар деревянного кремля. Каменные стены кремля возводились по периметру старых деревянных укреплений, которые по мере строительства окончательно разрушались. Кроме строительства каменных стен, на территории кремля были размещены гуляй-башни, которые встраивались в стену в случае её разрушения.

### ВосстаниеБолотникова
В 1606 году вспыхнула крестьянская война под предводительством Ивана Болотникова. Восставшие по пути на Москву подошли к Коломне. В октябре 1606 г. посад был взят ими приступом, но кремль продолжал упорно сопротивляться. Оставив небольшую часть своих сил в Коломне, Болотников направился по Коломенской дороге в Москву. В селе Троицкое Коломенского уезда ему удалось разбить правительственные войска. Армия Болотникова расположилась в селе Коломенское под Москвой. Началась осада столицы. В декабре 1606 г. Болотникова постигла неудача под Москвой и он отступил в Калугу. Для посадской верхушки Коломны это послужило сигналом к расправе с «чернью». Восстание Болотникова было жестоко подавлено.

### Упадок Кремля
К середине XVII века граница Московского государства отодвинулась от Коломны. Город перестал быть военно-оборонным. Коломчане занялись ремеслом и торговлей, что позволило быстро оправиться после польско-литовской интервенции. Город относился в ту пору к одиннадцати крупнейшим городам России. Потеря военно-оборонительного статуса для города сделало содержание кремля нерентабельным, и он начал разрушаться и разбираться местными жителями для постройки гражданских зданий. Разрушение кремля было остановлено указом Николая I в 1826, но к тому времени существенная часть кремля уже была разрушена.

## Архитектура
Существует версия, что строительством Коломенского кремля руководил итальянский архитектор Алевиз Фрязин (Старый), который принимал участие и в возведении стен и башен Московского Кремля и взял его за образец при строительстве Коломенского. На это указывает, например, срок постройки Коломенского кремля. Кремль был построен за шесть лет, что говорит о том, что строители крепости имели большой опыт, ведь сопоставимое по масштабам строительство в столице длилось более десяти лет.
Коломенский кремль, как и крепости других русских городов того периода (Великий Новгород, Ивангород, Нижний Новгород, Зарайск и Тула), имеет итальянские черты. Во многом повторяются фортификационные формы североитальянских крепостей, таких как Турин, Милан, Верона и др. Кроме общих строительных приёмов и итальянских архитектурных деталей, таких как машикули — бойницы подошвенного боя в башнях, боевой парапет с зубцами в форме ласточкиного хвоста, гранёные башни основной ограды, отводные башни и прочее, отмечаются и другие черты сходства Московского и Коломенского кремлей.
Стены Коломенского кремля, несмотря на уже некоторую архаичность высотных сооружений в крепостном деле в то время, созданы не только для противодействия штурмам живой силой, но и для пушечной обороны. Башни и стены крепости уже насыщены бойницами подошвенного боя. Сами бойницы предназначены для размещения огнестрельного оружия, имеют характерную форму амбразур — раструбом, и порой, перекрыты сводами. Из бойниц башен хорошо простреливаются прилегающие участки стен и крепостной ров.

### Стены и башни Коломенского кремля

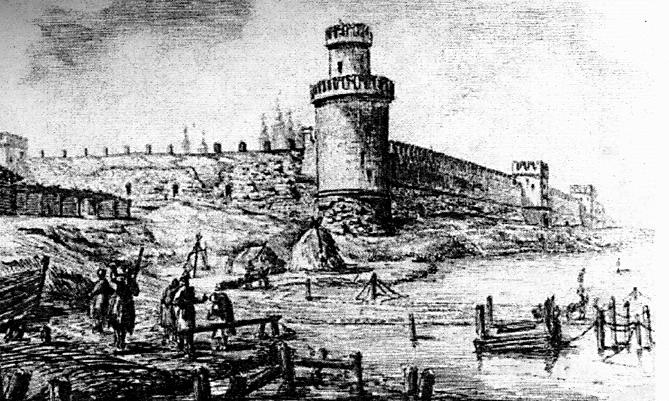
Свиблова башня и панорама Коломенского кремля. Рисунок М. Казакова. 1778 г.

Коломенский кремль имел 17 башен, из которых три были проездными, и ворота в западном и северном пряслах. Сейчас сохранились 7 башен, одно прясло целиком и два участка стен.
Сохранившиеся башни (по часовой стрелке):
- Пятницкие ворота
- Погорелая (Алексеевская) башня
- Спасская башня
- Симеоновская башня
- Ямская (Троицкая) башня
- Грановитая башня
- Коломенская (Маринкина) башня

Несохранившиеся башни:
- Вознесенская (Екатерининская) башня
- Ивановские ворота
- Борисоглебская башня
- Косые (Соловецкие) ворота
- Воскресенская (Тайницкая) башня
- Сандыревская башня
- Бобреневская башня
- Свиблова башня
- Застеночная (Малая или Покровская) башня
- Водяные ворота

Кроме башен, существовали ворота в стенах (Михайловские и Мельничьи (Георгиевские)), а также Тайник (масштабная специализированная постройка, защищавшая и прикрывавшая путь к воде в случае осады).

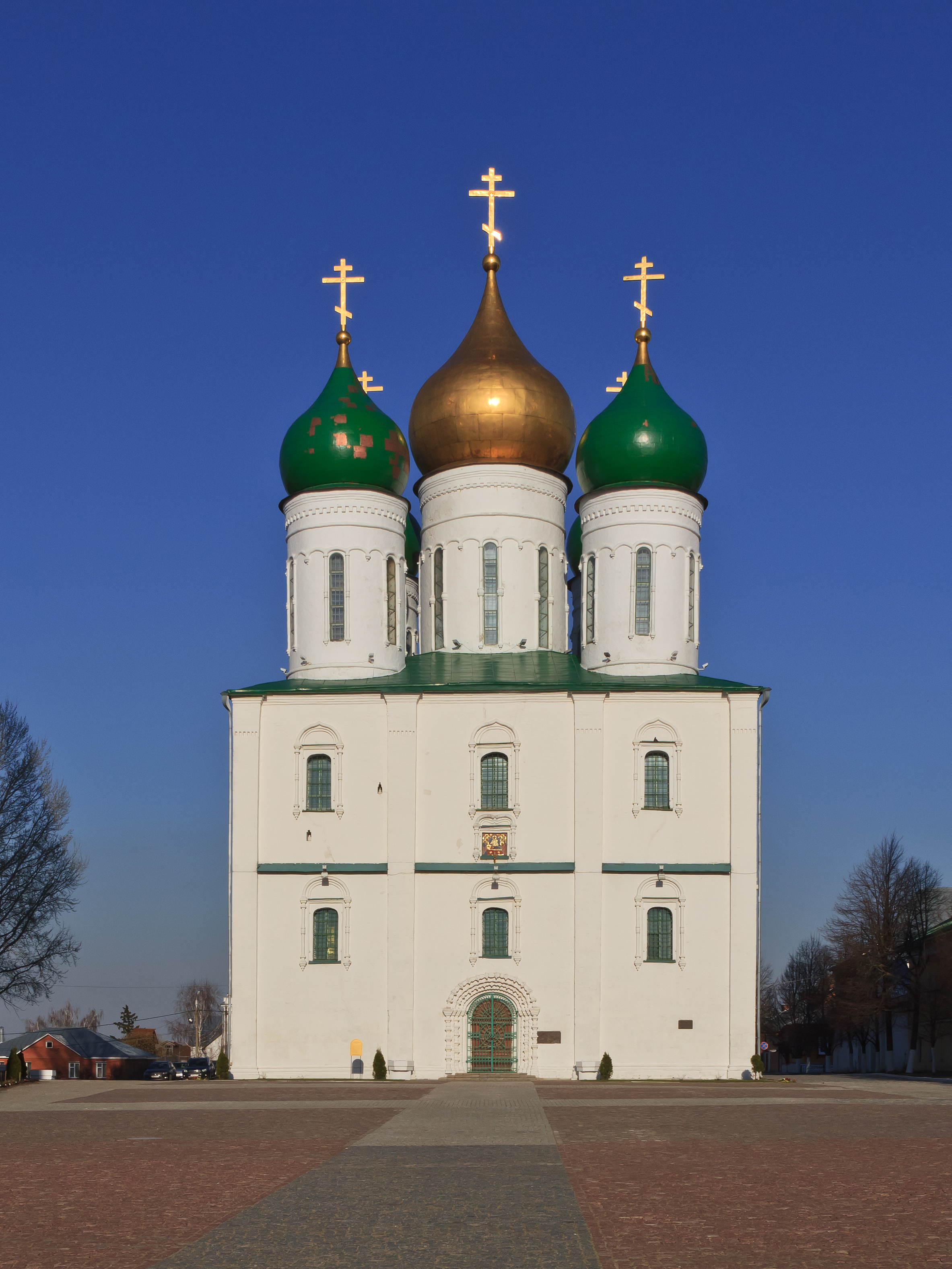
Успенский Кафедральный собор на Соборной площади Коломенского кремля

### Соборы и церкви Коломенского кремля
- Успенский кафедральный собор
- Колокольня Успенского собора
- Ново-Голутвин женский монастырь
- Храм Воскресения Словущего
- Храм Тихвинской иконы Божией Матери
- Церковь Николы Гостиного
- Успенский Брусенский женский монастырь
- Крестовоздвиженская церковь

## Памятники архитектуры в Коломенском кремле
Внутри стен кремля сохранились многие памятники архитектуры, которые датируются с XIV по XIX век. Среди них — строения Брусенского монастыря и Свято-Троицкого Ново-Голутвина монастыря, архиерейские палаты конца XVII века, Успенский кафедральный собор, построенный в 1382 году.

## Версии и легенды
За свою многовековую историю стены и башни Коломенского кремля стали участником и свидетелем многих событий Рязанского княжества, Московского княжества, Российской империи, Советского Союза и Российской Федерации. Немым свидетелям они взирали на междоусобные разборки великих князей, противостояние Московского княжества и Золотой Орды, единение русских войск для походов против недругов, авантюристов смутного времени и прочие. Со временем людская молва придавала новые черты событиям, произошедшим подле кремлёвских стен, складывая легенды и свои версии.
- Летопись говорит об этом следующее: в 1525 году «князь великий Василий Иванович велел град Коломну делати камен», а краткой записью под 1531 годом летописец отмечает «… того же лета доделан бысть город Коломна камен».
- По одной из версий, в 1611 году в Маринкиной башне Коломенского кремля была заточена известная смутьянка Марина Мнишек, в которой и скончалась. Но в городе существует легенда, согласно которой Марина не умерла в заточении в стенах Коломенского кремля, а, обратившись вороной, вылетела в окно. Принято считать, что в честь Мнишек башня и получила своё название.
- В городе существует ещё одна легенда, согласно которой упомянутая уже Марина Мнишек совместно со своим мужем казачьим атаманом Заруцким захоронила клад в Коломенском уезде под створкой Пятницких ворот[13].